# SMS Stettin

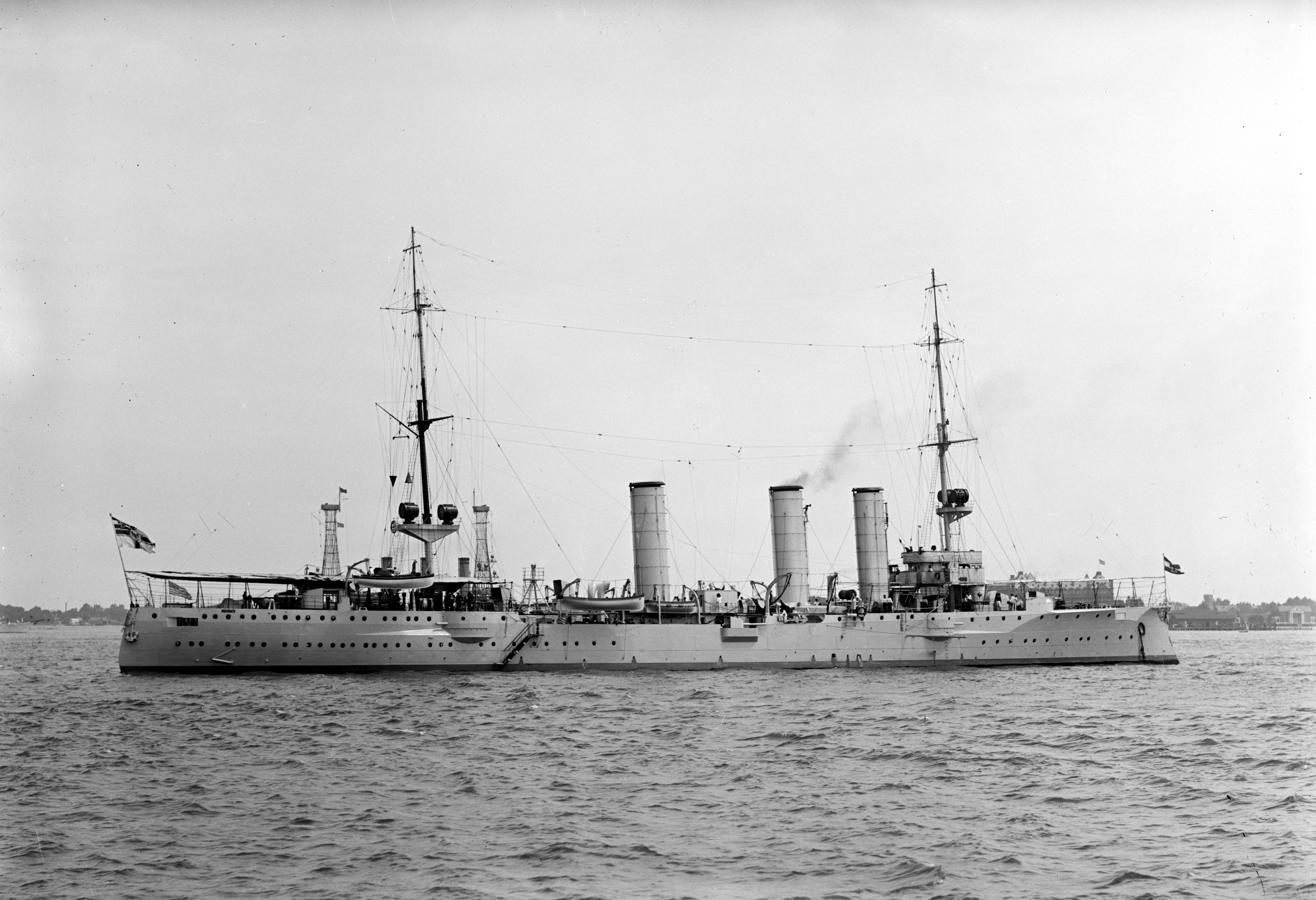
Photographie du SMS Stettin en visite aux États-Unis en 1912

Le SMS Stettin est un petit croiseur (c'est-à-dire un croiseur léger de moins de 5 500 tonnes) de la marine impériale allemande lancé le 7 mars 1907. C'est le dernier navire de la classe Königsberg (1905).

## Service

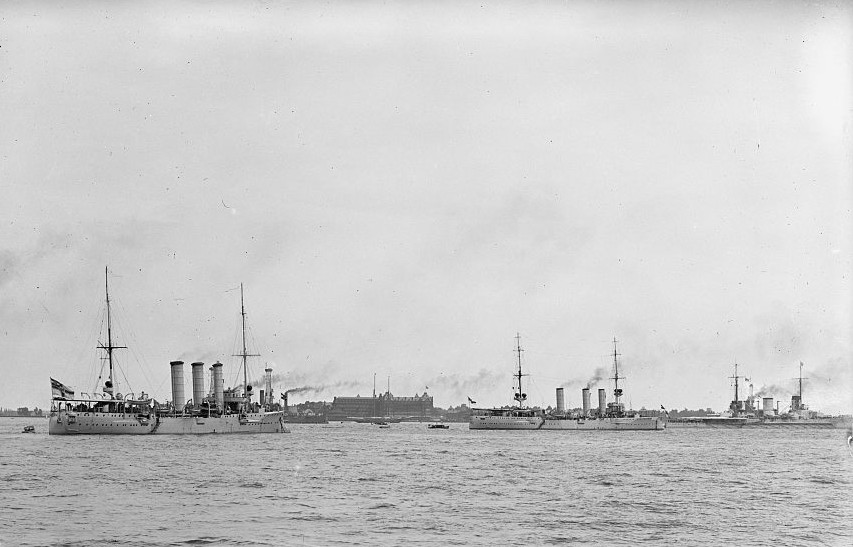
Le SMS Stettin aux côtés du SMS Moltke et du SMS Bremen, 1912.

Le croiseur est bâti par la compagnie AG Vulcan de Stettin et mis sur cale en mars 1905. C'est le dernier de sa classe, mais il est prêt avant ses sister-ships, les SMS Stuttgart et SMS Nürnberg. Sa cheminée arrière est, comme eux, légèrement détachée. Après des essais, le croiseur est affecté, le 20 janvier 1908, à l'unité des navires éclaireurs qui comprenait aussi le SMS Frauenlob. Il escorte entre le 17 juin et le 8 août 1908, le yacht impérial SMY Hohenzollern, en croisière dans les eaux scandinaves. L'empereur Guillaume s'arrête en visite en Norvège et à Stockholm. Il remplit la même fonction en Méditerranée en avril-mai 1910, où le SMS Hamburg a été envoyé vers l'Anatolie méridionale pour protéger les populations chrétiennes des pogroms musulmans. Le SMS Stettin quitte donc Kiel avec le SMS Lübeck, le 19 avril 1910, pour protéger le SMS Hamburg. Il arrive à Corfou, le 1er mai. Il quitte Pula le 15 mai et il est de retour à Kiel, le 26 mai. Ensuite, du 7 au 30 juillet, il fait partie de l'escorte du SMY Hohenzollern pour sa croisière estivale habituelle en Norvège.
Le croiseur entreprend, avec le croiseur de bataille SMS Moltke, un voyage en Amérique du Nord, du 11 mai au 29 juin 1912. Il quitte Kiel en direction de Ponta Delgada vers Cape Henry, où ils doivent rejoindre le SMS Bremen, croiseur stationné en Amérique. Ils sont dans les Hampton Roads, le 3 juin suivant, à la rencontre de la flotte navale américaine de l'Atlantique et sont reçus par le président Taft. Les 8 et 9 juin, le croiseur fait partie de la division en visite à New York sous le commandement du contre-amiral von Rebeur-Paschwitz. Les SMS Moltke et SMS Stettin quittent New York le 13 juin pour leur voyage de retour via Vigo. Jusqu'en 1914, le SMS Stettin poursuit normalement son service. Son équipage est même réduit au début de l'année. Mais l'équipage est de nouveau au complet au moment de la crise de juillet. Le SMS Stettin pilote alors la 2e flottille de sous-marins stationnée à Heligoland.

### Première Guerre mondiale
Le SMS Stettin prend part à la bataille de Heligoland. Il doit défendre avec le SMS Frauenlob les sous-marins, mais il est attaqué le matin par le HMS Fearless (en). Les pertes pour le SMS Stettin sont de deux tués et de neuf blessés.
Le croiseur appartient à partir du 27 novembre 1914 au IVe groupe d'éclaireurs et devient le navire amiral de la 2e flottile de sous-marins. Il prend part à plusieurs actions de guerre commerciale en mer du Nord et en mai 1915 à l'opération Libau en mer Baltique. Il est sous le commandement du commodore Ludwig von Reuter à la bataille du Jutland et déplore au bout de deux combats la perte de huit tués et de vingt-huit blessés. Il part ensuite pour réparations à Wilhelmshaven et à Hambourg. Il demeure, jusqu'au milieu de l'année 1917, en mer du Nord, où il participe à plusieurs opérations, en particulier de mines. Il est en Baltique de juillet à novembre 1917. En décembre suivant, il est à quai pour des réparations à Wilhelmshaven et reprend du service en février 1918 dans la mer Baltique, toujours comme pilote de la flottile de sous-marins.
Il est question de le rebâtir, ainsi que le SMS Stuttgart, en porte-avions, mais la fin de la guerre annule ce projet.

### Fin de service
Le croiseur est mis hors service le 19 décembre 1918 à Kiel et rayé des cadres de la marine de guerre, le 5 novembre 1919. Il est cédé à la Grande-Bretagne, le 15 septembre 1920. Il est finalement démoli à Copenhague en 1923.

## Commandants
- Octobre 1907 - janvier 1908: fregattenkapitän Georg Schur
- 20 janvier - 30 septembre 1908: fregattenkapitän Friedrich Boedicker (de)
- Octobre 1908 - septembre 1909: fregattenkapitän, puis Kapitän zur See baron Kurt von Rössing (de)
- Octobre 1909 - septembre 1910: fregattenkapitän Wilhelm Höpfner
- Septembre 1910 - septembre 1911: fregattenkapitän, puis Kapitän zur See Johannes Hartog (de)
- Octobre 1911 - octobre 1913: fregattenkapitän, puis Kapitän zur See Wilhelm von Krosigk (de)
- Octobre 1913 - février 1914: korvettenkapitän, puis fregattenkapitän Thilo von Trotha
- Février - avril 1914: capitaine-lieutenant Herbert Hinrichs (équipage réduit)
- Avril - juin 1914: capitaine-lieutenant Rudolf von der Hagen (équipage réduit)
- Juillet 1914 - mars 1916: korvettenkapitän Karl August Nerger
- Mars - novembre 1916: fregattenkapitän Fritz Rebensburg (de)
- Novembre 1916 - avril 1918: korvettenkapitän Hermann Bendemann
- Avril - juillet 1918: capitaine-lieutenant Max Gréus
- Juillet - décembre 1918: fregattenkapitän Eduard Bartels

## Source
- (de) Cet article est partiellement ou en totalité issu de l’article de Wikipédia en allemand intitulé « SMS Stettin » (voir la liste des auteurs).